# Nowy Browiniec
Nowy Browiniec est une localité polonaise du gmina de Lubrza, située dans le powiat de Prudnik en voïvodie d'Opole.